# هؤدی
هؤدی، در ترکی ترکمنی، سخنان نغز، کوتاه و موزونی است که خواهر یا مادر برای آرام کردن و خواباندن کودک در کنار گهواره او می‌خواند. هؤدی‌ها آیینه تمام‌نمای آرزوها و آرمانهای زنان ترکمن است. با آن آوازهای غمین و شورهای حزین، به آرزوهای درونی آنان می‌توان پی برد.
هؤدی آواز لالایی به معنای اخص است. مفهوم هؤدی از ریشه هؤ دیلمک یعنی لالایی گفتن اقتباس شده است … در هؤدی مادران ترکمن آنچه را در محیط زندگی می‌گذرد، با بیانی شیرین در گوش کودکان زمزمه می‌کنند… در هؤدی مادران ترکمن آنچه را در در داستانهای کهن و سنتی آنان وجود دارد، با آرزوها و خواسته‌های خود در هم می‌آمیزند.
به عقیده دکتر مجید تکه لفظ هؤ در عنوان هؤدی اشاره به الوهیت است.

## نمونه شعر
| آل‌لای باللیم یاشُندا    |  | یاشیل بؤریک باشُندا   |
| آتاسی اؤینینگ دؤشؤندا  |  | آق‌اؤی تکینگ باللیما  |
| آل‌لای آل‌لای آللاه یار  |  | داغلارا یاغیب‌دیر قار |
| داغلارینگ قاری اریسین  |  | منینگ بالام یؤریسین  |
| هؤدی هؤدی هؤدی هؤ      |  | هؤدی باللیم هؤدی هؤ  |
| آل‌لای آل‌لای آیلانچاق   |  | آقار سولار بولانچاق  |
| آلتمیش باشلی آق اؤیینگ |  | گلیشگی‌دیر ساللانچاق  |
| آل‌لای باللیم آدیقا     |  | قوشلار قوندی پوداقا  |
| پوداقینگ قئزیل گؤلسی   |  | شول باللیما صداقا    |